# Tomislav Gomelt
Tomislav Gomelt (Sisak, 7 januari 1995) is een Kroatisch voetballer die doorgaans als middenvelder speelt.

## Statistieken
| Seizoen | Club               | Land     | Competitie         | Duels | Doelp. |
| ------- | ------------------ | -------- | ------------------ | ----- | ------ |
| 2012/13 | Tottenham Hotspur  | Engeland | Premier League     | 0     | 0      |
| 2012/13 | → Espanyol B       | Spanje   | Segunda División B | 4     | 1      |
| 2013/14 | → Royal Antwerp FC | België   | Proximus League    | 3     | 0      |
| 2014/15 | → FC Bari 1908     | Italië   | Serie B            | 6     | 0      |
| 2015/16 | FC Bari 1908       | Italië   | Serie B            | 0     | 0      |
| 2015/16 | → CFR Cluj         | Roemenië | Liga 1             | 25    | 0      |
| 2016/17 | → CFR Cluj         | Roemenië | Liga 1             | 19    | 2      |
| 2017/18 | HNK Rijeka         | Kroatië  | 1. HNL             | 0     | 0      |
| 2017/18 | → Lorca FC         | Spanje   | Segunda División A | 14    | 0      |
| 2018/19 | Dinamo Boekarest   | Roemenië | Liga 1             | 1     | 0      |
| Totaal  | Totaal             | Totaal   | Totaal             | 72    | 3      |

## Interlandcarrière
Hij debuteerde op 17 oktober 2013 in het Kroatisch voetbalelftal onder 19, tegen Gibraltar. De wedstrijd werd gewonnen met 7-0.